# Ottersweier
Ottersweier település Németországban, azon belül Baden-Württembergben. Lakosainak száma 6514 fő (2023. december 31.).

## Népesség
A település népessége az elmúlt években az alábbi módon változott:
| Lakosok száma | 4863 | 5245 | 5413 | 5596 | 5690 | 6240 | 6346 | 6357 | 6057 | 6514 |
|               | 1961 | 1967 | 1974 | 1980 | 1987 | 1993 | 2000 | 2006 | 2013 | 2023 |